# Urbano bojevanje
Urbano bojevanje je bojevanje, ki poteka v urbanih naseljih (npr. v vasih, mestih). Ameriška oznaka je MOUT (Military Operations in/on Urban Terrain); britanska pa FIBUA (Fighting in Built Up Areas).

## Značilnosti
Zaradi urbanističnih značilnosti veljajo za bojevanje znotraj naselij naslednje značilnosti:
- zgradbe: Zgradbe lahko predstavljajo utrjene točke v obrambi ter tako zavirajo hitrost napadalcev. Ker se branilci lahko selijo iz hiše v hišo, je proces osvajanja zelo otežen. Z namernim in usmerjenim rušenje zgradb lahko naredimo težko prehodne barikade.
- ulice: Zaradi ozkih ulic se vojaška enota ne morejo razviti in predstavljajo odkrite tarče. Oklepna vozila težko napredujejo in so izpostavljena gverilskim napadom (npr. branilec s strehe vrže na vozilo molotovko, ki tako nastane taktična ovira sredi ulice).
- urbanistična zasnova: Zaradi strjenosti naselja obstaja problem uporabe podpore (artilerija, vojno letalstvo), saj lahko napademo lastne enote ali civiliste. Z rušenjem komunikacij (predori, mostovi, nadvozi, podvozi,... zastane hitrost napadalčevega napredovanja.
- ostrostrelci: Zaradi številnih skrivališč se lahko ostrostrelci pritajijo in zdesetkajo napadajoče enote.
- gverilsko bojevanje: Zaradi kanalizacije se lahko branilci gibljejo neodkrito in tako lahko napadejo tudi napadalce iz hrbta.
- civilno prebivalstvo: Civilisti lahko zavrejo napredovanje ali celo sprožijo zunanjo intervencijo (diplomatsko in/ali vojaško) tujih držav/organizacij. Ravno tako prisotnost civilistov v urbanem območju pomeni strožja pravila bojevanja (angl. Rules Of Engagement), kot so npr. uporaba strelnega orožja le v primeru resne nevarnosti ter prepoved uporabe težkega orožja.

Zaradi dolgotrajnega bojevanja (hiša za hišo, včasih celo soba za sobo) taka vrsta vojskovanja privede do velik žrtev, tako s strani napadalcev (največ žrtev utrpi prav napadalec) kot branilcev.

## Urbano bojevanje skozi zgodovino
- bitka za Stalingrad (1941-1942)
- bitka za Berlin (1945)
- bitka za Budimpešto (1945)
- bitka za Grozni (1994, 1996)
- bitka za Faludžo (2004)